# Where The Wild Things Are (Buffy the Vampire Slayer)
Where the Wild Things Are, titulada Pasión salvaje en España y Éxtasis en Latinoamérica, es el decimoctavo episodio de la cuarta temporada de la serie de televisión estadounidense Buffy la cazavampiros.

## Argumento
Durante la patrulla, Buffy (Sarah Michelle Gellar) y Riley (Marc Blucas) luchan con un vampiro en el cementerio cuando de repente un demonio azul se une a él. La pareja se marcha a dar rienda suelta a su pasión.
Xander (Nicholas Brendon) ahora trabaja como vendedor de helados. Anya (Emma Caufield) le acompaña y comienza a cuestionar la virilidad de Xander porque no quiso tener sexo con ella la noche anterior. Xander le dice que pueden tener sexo ahí mismo, pero hay niños delante.
Mientras tanto, Buffy, Riley, Willow, Tara (Amber Benson) y Giles (Anthony Head) se encuentran en el cuarto de estudio. Giles les explica que vampiros y demonios se odian y que no trabajan juntos. Buffy y Riley abandonan la reunión para acostarse durante toda la noche. Mientras, en la sala de debajo de la chimenea salen unas bolas de fuego que atacan a uno de los chicos, aunque logran apagar el fuego. Más tarde, Riley se despierta y al bajar desnudo al salón, ve que la luz del baño está encendida, entra, y durante unos segundos ve a un niño fantasma en la bañera.
Más tarde, hay una fiesta en la residencia de Riley. Cuando un chico pone su mano en la pared siente una sensación orgásmica. En la sala de abajo, Xander tontea con una chica atractiva. En la escalera, cuando Willow pone su mano sobre la rodilla de Tara, ésta se disgusta y le pide que se vaya. Willow, confundida, trata de disculparse pero Tara corre al baño. Justo entonces, Anya y Spike (James Marsters) aparecen en la fiesta. Xander les ve y discuten. Anya rompe con él, así que cuando Xander ve a la chica de antes en un círculo para jugar a la botella, decide unirse. En su primer intento, la botella apunta a la chica, quien besa apasionadamente a Xander. En seguida se arrepiente y va a esconderse.
Mientras tanto, Willow entra el baño al que fue Tara. Está vacío, pero ve a un niño ahogándose en la bañera, que desaparece cuando la chica trata de ayudarle. Por toda la fiesta ocurren cosas raras, y la botella que estaban usando en el juego se pone a girar descontroladamente y estalla, pero Buffy y Riley, ajenos a todo, siguen haciendo el amor. Cuando la pandilla va a buscarles para pedir ayuda, una planta crece de repente cerrándoles el paso. Un terremoto pone fin a la fiesta. Cuando Xander quiere volver a entrar para encontrar a Buffy, una fuerza desconocida se lo impide.
Van a buscar a Giles a un bar y le encuentran cantando mientras toca la guitarra. En casa de Giles descubren que hace un tiempo la casa fue un orfanato. Van a visitar a la antigua dueña y descubren que ésta castigaba a los niños por tener pensamientos impuros. Para eliminar la vanidad de las niñas les cortaba el pelo y a los niños los metía en la bañera. Giles llega a la conclusión de que lo que está pasando en la casa es consecuencia de esos castigos que sufrieron los niños y que el detonante pudo ser la energía sexual liberada por Buffy y Riley. También les dice que la pareja puede morir.
Las brujas y Giles hacen un hechizo para distraer a los espíritus y dejar el campo libre para que Xander y Anya encuentren a Buffy y Riley. El hechizo funciona al principio y Xander y Anya pueden acercarse a la habitación de Riley pero cuando deja de funcionar una fuerza arrastra a Xander al baño. Anya pelea contra las raíces y consigue sacar a Xander de la bañera. Juntos rompen las raíces y llegan a la habitación de Riley. Al interrumpirse la actividad sexual todo vuelve a la normalidad.

## Reparto

### Personajes principales
- Sarah Michelle Gellar como Buffy Summers.
- Nicholas Brendon como Xander Harris.
- Alyson Hannigan como Willow Rosenberg.
- Marc Blucas como Riley Finn.
- James Marsters como Spike.
- Anthony Stewart Head como Rupert Giles.

### Apariciones especiales
- Emma Caulfield como Anya.
- Amber Benson como Tara Maclay.
- Leonard Roberts como Forrest Gates.
- Bailey Chase como Graham Miller.
- Kathryn Joosten como Mrs. Genevive Holt.

### Personajes secundarios
- Casey McCarthy como Julie.
- Neil Daly como Mason.
- Jeff Wilson como Evan.
- Bryan Cupprill como Roy.
- Jeffrey Sharmay as Chico ahogándose.
- Jeri Austin as Chica corriendo.
- Danielle Pessis como Christie.
- David Engler como Chico de la Iniciativa.
- James Michael Connor como Científico.

## Producción